# Thomas G. Lammers
Thomas G. Lammers (1955- ) es un botánico estadounidense. Desarrolla su actividad académica como profesor y curador del Herbario Neil A. Harriman, en el Departamento de Biología y Microbiología, de la Universidad de Wisconsin.

## Algunas publicaciones
- Batterman, McLynda r.w., thomas g. Lammers. Trichome morphology and its systematic implications in Centropogon and other genera of Lobelioideae (Campanulaceae).
- craig c. Buss, thomas g. Lammers, robert r. Wise, craig c. Buss, thomas g. Lammers; robert r. Wise  (2001). «Seed Coat Morphology and Its Systematic Implications in Cyanea and Other Genera of Lobelioideae (Campanulaceae)». American Journal of Botany 88: 1301. doi:10.2307/3558341.

### Libros
- 1991. Systematics of Clermontia (Campanulaceae, Lobelioideae). Volumen 32 de Systematic botany monographs. 97 pp. ISBN 0-912861-32-0
- 2007. World check and bibliography of campanulaceae. Ed. Richmond : Royal Botanic Gardens, 675 pp.

- La abreviatura «Lammers» se emplea para indicar a Thomas G. Lammers como autoridad en la descripción y clasificación científica de los vegetales.[1]

- «Thomas G. Lammers». Índice Internacional de Nombres de las Plantas (IPNI). Real Jardín Botánico de Kew, Herbario de la Universidad de Harvard y Herbario nacional Australiano (eds.).
- Wikispecies tiene un artículo sobre Thomas G. Lammers.

- Datos: Q6146041
- Especies: Thomas G. Lammers

1. ↑  Todos los géneros y especies descritos por este autor en IPNI.